# Dilnaz Sazanowa
Dilnaz Sazanowa (kirg. Дилназ Сазанова; ur. 2002) – kirgiska zapaśniczka walcząca w stylu wolnym. Szósta na mistrzostwach Azji w 2023. Brązowa medalistka igrzysk solidarności islamskiej w 2021. 
Trzecia na MŚ juniorów w 2022. Druga na mistrzostwach Azji U-23 w 2022 i 2024; trzecia w 2025. Trzecia na mistrzostwach Azji juniorów w 2022 i kadetów w 2019 roku.